# Angel Dark
Angel Dark, vlastním jménem Viktoria Knezová (* 11. dubna 1982 Sobrance) je slovenská pornoherečka a modelka.

## Biografie
Narodila se v Sobrancích a svoji kariéru v pornoprůmyslu odstartovala v roce 2001. Debutovala ve filmu Blow Bang 7 a poté účinkovala v dalších zhruba 100 filmech. Rovněž pózovala pro mnoho webových stránek.
Podle IMDb si zvolila své jméno Angel poté, co ji pár, který adoptoval jejího malého synka, nazval andělem.
V říjnu 2005 byla hospitalizována s diagnózou selhání ledvin. Po zotavení účinkuje už pouze v scénách 1 on 1 anebo lesbických. Reprezentuje ji modelingová agentura Model Mania.

## Filmy
- First Class Nudes Vol.2